# Tobía
Tobía is een gemeente in de Spaanse provincie en regio La Rioja met een oppervlakte van 34,94 km². Tobía telt 57 inwoners (1 januari 2016).

## Demografische ontwikkeling
Bron: INE, 1857-2011: volkstellingen